# Campeonato Europeu de Atletismo em Pista Coberta de 2015 - 1500 m feminino
A prova dos 1500 metros feminino do Campeonato Europeu de Atletismo em Pista Coberta de 2015 foi disputada no dia 8 de março de 2015 no O2 Arena em Praga, República Checa.

## Recordes
Antes desta competição, os recordes mundiais e do campeonato nesta prova eram os seguintes:
|                       | Nome           | Nacionalidade | Tempo     | Local     | Data                   |
| --------------------- | -------------- | ------------- | --------- | --------- | ---------------------- |
| Recorde mundial       | Genzebe Dibaba | Etiópia       | 3m 55s 17 | Karlsruhe | 1 de fevereiro de 2014 |
| Recorde do campeonato | Doina Melinte  | Roménia       | 4m 02s 54 | Pireu     | 3 de março de 1985     |
| Recorde europeu       | Abeba Aregawi  | Suécia        | 3m 57s 91 | Estocolmo | 6 de fevereiro de 2014 |

## Medalhistas
| Ouro               | Prata                   | Bronze                   |
| Sifan Hassan (NED) | Angelika Cichocka (POL) | Federica Del Buono (ITA) |

## Cronograma
Todos os horários são locais (UTC+2).
| Data       | Hora  | Evento |
| ---------- | ----- | ------ |
| 8 de março | 16:10 | Final  |

## Resultado
A prova foi realizada às 16:10 no dia 8 de março de 2015.  

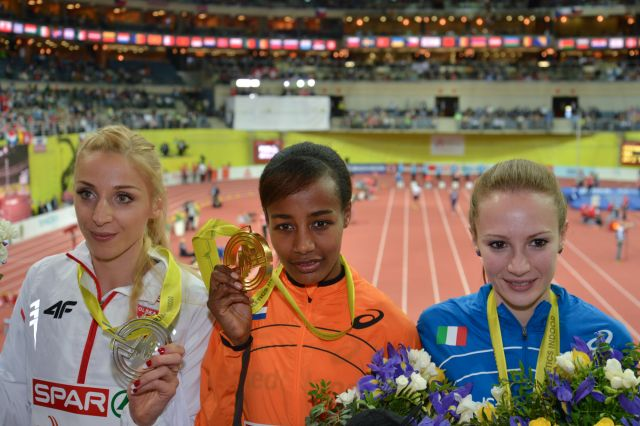
As medalistas

| Posição           | Atleta                 | Nacionalidade | Tempo   | Notas           |
| ----------------- | ---------------------- | ------------- | ------- | --------------- |
| Medalha de ouro   | Sifan Hassan           | Países Baixos | 4:09.04 |                 |
| Medalha de prata  | Angelika Cichocka      | Polónia       | 4:10.53 |                 |
| Medalha de bronze | Federica Del Buono     | Itália        | 4:11.61 |                 |
| 4                 | Katarzyna Broniatowska | Polónia       | 4:12.71 |                 |
| 5                 | Gesa Felicitas Krause  | Alemanha      | 4:15.40 |                 |
| 6                 | Rosie Clarke           | Grã-Bretanha  | 4:16.49 |                 |
| 7                 | Diana Mezuliáníková    | Chéquia       | 4:16.93 | Recorde pessoal |
| 8                 | Renata Pliś            | Polónia       | 4:16.96 |                 |
| 9                 | Florina Pierdevara     | Roménia       | 4:17.05 |                 |
| 10                | Sonja Roman            | Eslovênia     | 4:20.85 |                 |
| 11                | Silvia Danekova        | Bulgária      | 4:25.44 |                 |

Legenda
| Recorde mundial       | Recorde mundial (World record)               |                       | Recorde africano                      | Recorde africano (African) |                                           | Q | Classificado por posição (Qualified) |
| Recorde do campeonato | Recorde do campeonato (Championship record)  | Recorde da América    | Recorde da América (Americas)         | q                          | Classificado por melhor tempo (Qualified) |   |                                      |
| Melhor marca do ano   | Melhor marca do ano (World leading)          | Recorde asiático      | Recorde asiático (Asian)              | DNS                        | Não largou (Did not start)                |   |                                      |
| Recorde nacional      | Recorde nacional (National record)           | Recorde europeu       | Recorde europeu (European)            | DNF                        | Não terminou (Did not finish)             |   |                                      |
| Recorde pessoal       | Recorde pessoal do atleta (Personal best)    | Recorde da Oceania    | Recorde da Oceania (Oceania)          | DSQ / DQ                   | Desclassificado (Disqualified)            |   |                                      |
| Recorde da temporada  | Recorde da temporada do atleta (Season best) | Recorde sul-americano | Recorde sul-americano (South America) | NM                         | Sem marca (No mark)                       |   |                                      |